# Sete Gibernau
Manuel Seté Gibernau Bultó (Barcelona, 15 de Dezembro de 1972) é um ex-motociclista espanhol da MotoGP. Atualmente reside na Suíça.

## Carreira
Sete Gibernau é neto de Francesc Xavier Bultó, fundador da Montesa Honda, portanto sempre esteve ligado a motos